# 三封縣
三封县，中国古县名。
三封县治今内蒙古自治区巴彦淖尔市磴口县哈腾套海苏木包尔套勒盖农场麻弥图土城。汉武帝元朔二年（前127年），匈奴侵入渔阳郡、上谷郡，杀千馀人。汉武帝令车骑将军卫青略河南地，主父偃进言朔方土地肥饶，宜屯田驻守。武帝收河南地，置朔方郡、五原郡。元狩三年（前120年），筑三封城，三封县属于朔方郡。东汉末年废除，地入羌胡。